# Sous le ciel des tropiques
Pour plus de détails, voir Fiche technique et Distribution.
Sous le ciel des tropiques (Hell Harbor) est un film américain réalisé par Henry King, sorti en 1930.

## Synopsis
Anita Morgan, une descendante du célèbre pirate Henry Morgan, mène une vie insouciante sur une île des Caraïbes, mais préférerait de loin vivre à La Havane. Lorsqu'elle apprend que son père, en échange d'argent, a promis sa main en mariage à l'un de ses amis basané, elle est plus convaincue que La Havane est l'endroit où il faut être. Lorsqu'un Américain vient sur l'île pour acheter des perles, elle tombe amoureuse de lui. et quand elle découvre qu'il doit être trompé de son argent et tué, elle fait des plans pour le sauver et aller à La Havane avec lui.

## Fiche technique
- Titre original : Hell Harbor
- Titre français : Sous le ciel des tropiques
- Réalisation : Henry King
- Scénario : Fred de Gresac, Brewster Morse, d'après le roman Out of the Night de Rida Johnson Young
- Direction artistique : Robert Haas
- Photographie : John Fulton, Mack Stengler
- Son : Ernest Rovere
- Montage : Lloyd Nosler
- Production exécutive : Henry King
- Société de production : Inspiration Pictures
- Société de distribution : United Artists Corporation
- Pays d’origine :  États-Unis
- Langue : anglais
- Format : Noir et blanc - 35 mm - 1,20:1 - Son Mono (RCA Photophone System)
- Genre : Drame romantique
- Durée : 90 minutes
- Dates de sortie :
  - États-Unis : 15 mars 1930

## Distribution
- Lupe Vélez : Anita Morgan
- Jean Hersholt : Joseph Horngold
- John Holland : Bob Wade
- Gibson Gowland : Henry Morgan
- Harry Allen : Peg Leg
- Al St. John : Bunion
- Paul E. Burns : Blinky
- George Bookasta : Spotty
- Ulysses Williams : Nemo